# 迈克尔·舍默

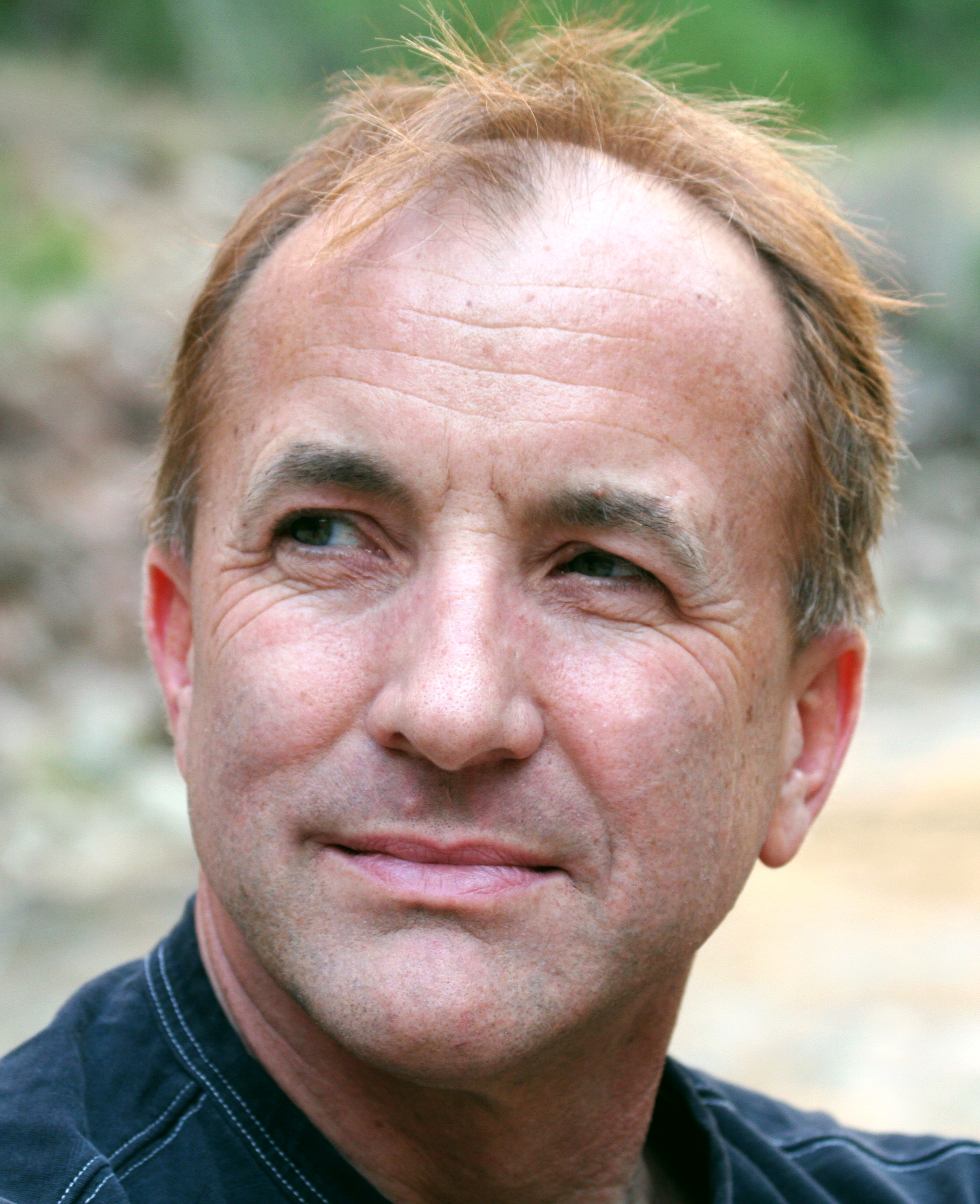
迈克尔·舍默

迈克尔·布兰特·舍默（Michael Brant Shermer，1954年9月8日—）是一位美国科普和科学史学家 ，迈克尔·舍默經常寫文章抨擊伪科学以及戳穿超自然现象。 他還強調不存在上帝，迈克尔·舍默支持科学怀疑论。
迈克尔·舍默十几岁时一度皈依基督教基要主义。  不過在他在读研究生期间他不再信仰上帝， 此後他表示自己是一名不可知论者和无神论以及怀疑论者。
迈克尔·舍默认为乔治·沃克·布什的外交政策让世界变得更加危险。 2004年，他投票支持约翰·克里。 
迈克尔·舍默曾一度懷疑全球變暖的說法，2006年6月，迈克尔·舍默表示随着越來越多的证据浮現，全球變暖已無法否認。 